# Nikolaj Ivanovič Moskalenko
Nikolaj Ivanovič Moskalenko (26 marzo 1926 – Mosca, 14 gennaio 1974) è stato un attore e regista sovietico.

## Filmografia parziale

### Regista
- Žuravuška (1968)
- Molodye (1971)
- Russkoe pole (1971)